# Kabinet-Scelba

## Kabinet–Scelba (1954–1955)
| Ambtsbekleder                   | Ambtsbekleder        | Ambtsbekleder                    | Functie                                  | Ambtstermijn      | Ambtstermijn      | Partij |
| ------------------------------- | -------------------- | -------------------------------- | ---------------------------------------- | ----------------- | ----------------- | ------ |
|                                 | Mario Scelba         | Mario Scelba (1901–1991)         | Premier                                  | 10 februari 1954  | 5 juli 1955       | DC     |
| Minister van Binnenlandse Zaken | Mario Scelba         | Mario Scelba (1901–1991)         |                                          | 10 februari 1954  | 5 juli 1955       | DC     |
|                                 | Oscar Luigi Scalfaro | Oscar Luigi Scalfaro (1918–2012) | Secretaris- generaal                     | 10 februari 1954  | 5 juli 1955       | DC     |
|                                 | Attilio Piccioni     | Attilio Piccioni (1892–1976)     | Minister van Buitenlandse Zaken          | 18 januari 1954   | 16 september 1954 | DC     |
|                                 | Gaetano Martino      | Gaetano Martino (1900–1967)      | Minister van Buitenlandse Zaken          | 16 september 1954 | 20 mei 1957       | PLI    |
|                                 | Roberto Tremelloni   | Roberto Tremelloni (1900–1987)   | Minister van Financiën                   | 10 februari 1954  | 5 juli 1955       | PSDI   |
|                                 | Silvio Gava          | Silvio Gava (1901–1999)          | Minister van de Schatkist                | 17 augustus 1953  | 31 januari 1956   | DC     |
|                                 | Ezio Vanoni          | Ezio Vanoni (1903–1956)          | Minister van het Budget                  | 18 januari 1954   | 20 mei 1957       | DC     |
|                                 | Michele De Pietro    | Michele De Pietro (1884–1967)    | Minister van Justitie                    | 18 januari 1954   | 5 juli 1955       | DC     |
|                                 |                      | Bruno Villabruna (1884–1971)     | Minister van Economische Zaken           | 10 februari 1954  | 5 juli 1955       | PLI    |
|                                 | Paolo Emilio Taviani | Paolo Emilio Taviani (1912–2001) | Minister van Defensie                    | 17 augustus 1953  | 1 juli 1958       | DC     |
|                                 | Ezio Vigorelli       | Ezio Vigorelli (1892–1964)       | Minister van Arbeid en Sociale Zaken     | 10 februari 1954  | 20 mei 1957       | PSDI   |
|                                 | Gaetano Martino      | Gaetano Martino (1900–1967)      | Minister van Onderwijs                   | 10 februari 1954  | 16 september 1954 | PLI    |
|                                 | Giuseppe Ermini      | Giuseppe Ermini (1900–1981)      | Minister van Onderwijs                   | 16 september 1954 | 5 juli 1955       | DC     |
|                                 | Bernardo Mattarella  | Bernardo Mattarella (1905–1971)  | Minister van Transport                   | 17 augustus 1953  | 5 juli 1955       | DC     |
|                                 | Giuseppe Romita      | Giuseppe Romita (1887–1958)      | Minister van Infrastructuur              | 10 februari 1954  | 20 mei 1957       | PSDI   |
|                                 | Giuseppe Medici      | Giuseppe Medici (1907–2000)      | Minister van Landbouw                    | 18 januari 1954   | 5 juli 1955       | DC     |
|                                 | Gennaro Cassiani     | Gennaro Cassiani (1903–1978)     | Minister van Communicatie                | 18 januari 1954   | 5 juli 1955       | DC     |
|                                 | Raffaele De Caro     | Raffaele De Caro (1883–1961)     | Minister voor Parlementaire Betrekkingen | 10 februari 1954  | 20 mei 1957       | PLI    |
|                                 | Umberto Tupini       | Umberto Tupini (1889–1973)       | Minister voor Publieke Diensten          | 18 januari 1954   | 5 juli 1955       | DC     |
|                                 | Mario Martinelli     | Mario Martinelli (1906–2001)     | Minister voor Buitenlandse Handel        | 10 februari 1954  | 5 juli 1955       | DC     |
|                                 | Fernando Tambroni    | Fernando Tambroni (1901–1963)    | Minister voor de Koopvaardij             | 17 augustus 1953  | 5 juli 1955       | DC     |
|                                 | Pietro Campilli      | Pietro Campilli (1891–1974)      | Minister voor Zuid-Italië                | 15 juli 1953      | 1 juli 1958       | DC     |
|                                 | Giovanni Ponti       | Giovanni Ponti (1896–1961)       | Minister voor Toerisme                   | 10 februari 1954  | 5 juli 1955       | DC     |

De Gasperi II · De Gasperi III · De Gasperi IV · De Gasperi V · De Gasperi VI · De Gasperi VII · De Gasperi VIII · Pella · Fanfani I · Scelba · Segni I · Zoli · Fanfani II · Segni II · Tambroni · Fanfani III · Fanfani IV · Leone I · Moro I · Moro II · Moro III · Leone II · Rumor I · Rumor II · Rumor III · Colombo · Andreotti I · Andreotti II · Rumor IV · Rumor V · Moro IV · Moro V · Andreotti III · Andreotti IV · Andreotti V · Cossiga I · Cossiga II · Forlani · Spadolini I · Spadolini II · Fanfani V · Craxi I · Craxi II · Fanfani VI · Goria · De Mita · Andreotti VI · Andreotti VII · Amato I · Ciampi · Berlusconi I · Dini · Prodi I · D'Alema I · D'Alema II · Amato II · Berlusconi II · Berlusconi III · Prodi II · Berlusconi IV · Monti · Letta · Renzi · Gentiloni · Conte I · Conte II · Draghi · Meloni